# Rivière Assinica
Rivière Assinica är ett vattendrag i Kanada.   Det ligger i provinsen Québec, i den östra delen av landet, 600 km norr om huvudstaden Ottawa.
Omgivningarna runt Rivière Assinica är i huvudsak ett öppet busklandskap. Trakten runt Rivière Assinica är nära nog obefolkad, med mindre än två invånare per kvadratkilometer.